# Leopold Hofmann (kompozytor)
Leopold Hofmann, także Hoffmann (ur. 14 sierpnia 1738 w Wiedniu, zm. 17 marca 1793 tamże) – austriacki kompozytor, skrzypek i organista.

## Życiorys
W wieku 7 lat został chórzystą w kapeli nadwornej cesarzowej Elżbiety Krystyny. Jego pierwszym nauczycielem był František Tůma. Uczył się kompozycji i gry na klawesynie u Georga Christopha Wagenseila. W 1758 roku został członkiem kapeli przy kościele św. Michała w Wiedniu, następnie od 1766 roku był kapelmistrzem kościoła św. Piotra. W 1769 roku otrzymał posadę klawesynisty na dworze cesarskim w Wiedniu, a od 1772 roku był nadwornym drugim organistą. W latach 1774–1783 pełnił również funkcję kapelmistrza katedry św. Szczepana w Wiedniu. W 1786 roku przeszedł na emeryturę i osiadł w swojej posiadłości w Oberdöbling.

## Twórczość
Był twórcą około 55 symfonii, pisał też koncerty i utwory kameralne. Jako jeden z pierwszych austriackich kompozytorów tworzył pieśni. Jego twórczość nosi cechy stylu galant. Niektóre z kompozycji Hofmanna błędnie przypisywano Josephowi Haydnowi.